# Heteropoda javana
Heteropoda javana är en spindelart som först beskrevs av Simon 1880.  Heteropoda javana ingår i släktet Heteropoda och familjen jättekrabbspindlar. Inga underarter finns listade i Catalogue of Life.